# Günther Lohmann
Günther Lohmann (* 6. Oktober 1895 in Verden; † 15. November 1978 in Lichtenwald) war ein deutscher Generalleutnant der Luftwaffe der Wehrmacht während des Zweiten Weltkriegs.

## Leben
Lohmann trat am 2. August 1914 in das kaiserliche Heer ein und diente im Ersten Weltkrieg bei der Artillerietruppe, wo er am 30. März 1915 zum Leutnant befördert wurde. Am 13. Juni 1916 nahm er eine Ausbildung als Flugbeobachter in der Feldflieger-Abteilung 26 auf, nach deren Abschluss er zur Inspektion der Fliegertruppe wechselte. Anschließend ging er am 24. Juli 1917 zum Armeeflugpark D, am 1. August 1917 zur Flieger-Abteilung 15 und am 12. März 1918 zur Flieger-Abteilung 233. Nach Kriegsende kehrte er am 1. Januar 1920 zur Artillerie zurück und diente in der Reichswehr. 
Dort war er dem Artillerie-Regiment 1 der 1. Division als Hauptmann zugeteilt. Am 1. Oktober 1934 wechselte er als Offizier z.b.V. im Reichsluftfahrtministerium (RLM) zur neu gegründeten Luftwaffe, wo er am 1. April 1935 zum Major befördert wurde. Ab dem 1. Oktober 1935 war er Lehrer für Luftschutz und Lufttaktik an der Kriegsakademie und wurde am 1. April 1937 zum Oberstleutnant befördert. Anschließend übernahm er am 1. August 1938 als Gruppenkommandeur die Aufklärungs-Gruppe 52 und war gleichzeitig Kommandant der Fliegerhorstkommandantur Cottbus. Am 1. November 1938 wechselte er als Kommandeur zur Aufklärungs-Gruppe 41 auf den Fliegerhorst Reichenberg, bevor er am 25. Mai 1939 die III. Gruppe des Lehrgeschwaders 2 übernahm. Am 25. August 1939 wurde er Kommandeur der Luftwaffenverbände (Koluft) zunächst bei der 6. Armee und ab dem 1. Oktober bei der 10. Armee, bevor er ab Mai 1940 wieder zur 6. Armee zurückkehrte. Mit dieser nahm er am Westfeldzug teil. Am 15. Februar 1941 wurde er Koluft bei der Panzergruppe 4. Mit dieser nahm er ab dem 22. Juni 1941 im Nordabschnitt der Front am Überfall auf die Sowjetunion teil, beteiligte sich an der Leningrader Blockade und an der verlorenen Schlacht um Moskau, bevor er am 16. Mai 1942 General der Aufklärungsflieger im RLM (In 1) wurde. Am 28. November erhielt er das Kommando, inzwischen als Generalmajor, über die neu aufgestellte 14. Luftwaffen-Felddivision, die als Besatzungstruppe in Norwegen und Dänemark stationiert war. Am 20. Januar wurde er in die Führerreserve versetzt und erhielt bis zur bedingungslosen Kapitulation der Wehrmacht kein neues Kommando mehr. Anschließend geriet er in US-Kriegsgefangenschaft, aus der er im Dezember 1946 entlassen wurde.